# Katowice Murcki Towarowe
Katowice Murcki Towarowe – zlikwidowana kolejowa stacja towarowa (dawniej również stacja kolejowa) w Katowicach, w województwie śląskim, w Polsce. Funkcjonowała ona wspólnie z powstałą w 1769 roku kopalną węgla kamiennego „Murcki”, a sama zaś stacja została oddana do użytku 1 grudnia 1852 roku, a zlikwidowana została w 1999 roku.

## Historia
Wybudowanie stacji towarowej ma związek z powstaniem w Murckach najstarszej kopalnię węgla kamiennego na Górnym Śląsku – „Emanuelssegen” (później kopalnia „Murcki”), założonej w 1769 roku. Bocznicę kolejową do kopalni z Ligoty otwarto 1 grudnia 1852 roku. Linia ta została wybudowana przez spółkę Kolej Górnośląska wraz z odcinkiem z Katowic do Ligoty. Powstało wówczas 17 km linii kolejowej.
Po nacjonalizacji przystąpiono do dalszej rozbudowy sieci kolejowej. Na początku XX wieku przystąpiono do budowy magistrali z Sośnicy do Ligoty i przy okazji zmodernizowano w 1904 roku stację w Ligocie. Zmieniono również przebieg sieci kolejowej w kierunku Murcek – zlikwidowano dotychczasowe połączenie do kopalni Murcki i wybudowano nowy odcinek, przez co stacja towarowa od tego czasu bezpośrednio łączyła się ze stacją Katowice Murcki. Do 1927 roku na tym odcinku odbywał się również ruch pasażerski. Dnia 4 marca 1961 roku odcinek Katowice Murcki – Katowice Murcki Towarowe zelektryfikowano.
Dnia 24 czerwca 1950 roku oddano do użytku z Murcek połączenie do papierni w Czułowie. Odcinek od stacji towarowej do Czułowa został zlikwidowany około 1995 roku. W 1999 roku zamknięto całkowicie ruch kolejowy do stacji Katowice Murcki Towarowe, a wraz z tym zlikwidowano stację towarową.
Dawna stacja towarowa znajdowała się przy ul. Kołodzieja i Leśników w Katowicach, w dzielnicy Murcki.